# Jászfelsőszentgyörgy
Jászfelsőszentgyörgy község Jász-Nagykun-Szolnok vármegyében, a Jászberényi járásban.

## Fekvése
Jász-Nagykun-Szolnok vármegye északnyugati részén, a Jászság nyugati határán, a Zagyva jobb partján terül el. Szomszédos Jászberény, Szentlőrinckáta, Tóalmás és Nagykáta határaival.

## Nevének etimológiája
Jászfelsőszentgyörgy az önkormányzattal rendelkező települések között a leghosszabb településnévvel rendelkező település Magyarországon. A település neve 20 írásjegyet, 16 betűt, 5 szótagot tartalmaz. (lásd még: Chernelházadamonya)
A „felső” előtag arra utal, hogy a másik jászsági Szentgyörgy nevű faluhoz (Jászalsószentgyörgyhöz) képest a Zagyva felsőbb szakaszán („felül”) fekszik. A Szentgyörgy utótagot pedig templomának védőszentje után kapta.

## Megközelítése
Közúton a 31-es főútról Szentmártonkáta, illetve Jászberény felől; a 32-es főútról Pusztamonostor-Szentlőrinckáta felől érhető el.
A közúti tömegközlekedést a Volánbusz autóbuszai biztosítják.
Vasútvonal nem vezet át a településen. A legközelebbi vasútállomás Pusztamonostoron, vagy Jászberényben, a MÁV 82-es számú, Hatvan-Szolnok közötti vonalán található.

## Története
Első írásos említése 1331-ből származik, Scentgyurg alakban. Ekkor a váci káptalan birtoka volt. A 14. század végén, a 15. század elején kerülhetett a jászok birtokába, és vált jász kiváltságú településsé.
A török időkben magyar részről az egri várhoz adózott, míg török közigazgatási beosztása a következő volt: a budai (majd 1596 után az egri) vilajet hatvani szandzsákjának jászberényi náhijéjébe tartozott. A jászberényi palánkvár török katonái birtokolták.
A település részt vett a Rákóczi-féle szabadságharcban is.
A redemptiókor saját magán kívül még Szentlászló puszta egy részét is megváltotta.
A község erején felül vett részt az 1848–49-es forradalom és szabadságharcban is.
Az első világháborúban részt vett 204 lakosából 86-an haltak hősi halált.
A második világháborúban 1944. november 15-én foglalták el a szovjet csapatok a németektől.

## Közélete

### Polgármesterei
- 1990–1994: Ménkű Miklós (független)[4]
- 1994–1998: Ménkű Miklós (független)[5]
- 1998–2002: Ménkű Miklós (független)[6]
- 2002–2006: Rimóczi Sándor (független)[7]
- 2006–2010: Zelenai Tibor Károlyné (független)[8]
- 2010–2014: Zelenai Tibor Károlyné (független)[9]
- 2014–2019: Zelenai Tibor Károlyné (független)[10]
- 2019–2024: Zelenai Tibor Károlyné (Fidesz-KDNP)[11]
- 2024– : Zelenai Tibor Károlyné (független)[1]

A helyi önkormányzat címe: 5111 Jászfelsőszentgyörgy, Fő út 57., telefonszáma 57/520-020, faxszáma 57/520-021; e-mail címe: jaszfelsoszgyorgy1@invitel.hu. A község hivatalos honlapja http://www.jaszfelsoszentgyorgy.hu, hivatalos újságja a Felsőszentgyörgyi Hírek. A településen cigány nemzetiségi önkormányzat is működik.

## Népesség
A település népességének változása:
| Lakosok száma | 1905 | 1898 | 1906 | 1827 | 1883 | 1885 | 1883 |
|               | 2013 | 2014 | 2018 | 2021 | 2022 | 2023 | 2024 |

2001-ben a település lakosságának 90%-a magyar, 10%-a cigány nemzetiségűnek vallotta magát.
A 2011-es népszámlálás során a lakosok 92,7%-a magyarnak, 28,2% cigánynak, 0,2% németnek mondta magát (7,3% nem nyilatkozott; a kettős identitások miatt a végösszeg nagyobb lehet 100%-nál).
2022-ben a lakosság 93,9%-a vallotta magát magyarnak, 6,8% cigánynak, 0,4% ukránnak, 0,2% románnak, 0,1-0,1% horvátnak, németnek, görögnek, bolgárnak és szerbnek, 1,4% egyéb, nem hazai nemzetiségűnek (6,1% nem nyilatkozott; a kettős identitások miatt a végösszeg nagyobb lehet 100%-nál).

## Vallás
A 2001-es népszámlálás adatai alapján a lakosság nagy többsége, kb. 91%-a római katolikus vallású. Református kb. 2%, görögkatolikus kb. 0,5%,. Más egyházhoz vagy felekezethez tartozik, vagy nem válaszolt, vagy nem tartozik egyetlen egyházhoz sem kb. 6,5%.
2011-ben a vallási megoszlás a következő volt: római katolikus 74,6%, református 2,3%, görögkatolikus 0,2%, felekezeten kívüli 7,8% (12,9% nem nyilatkozott).
2022-ben vallásuk szerint 51,9% volt római katolikus, 1,9% református, 0,4% görög katolikus, 0,2% izraelita, 0,1% evangélikus, 0,1% ortodox, 2,4% egyéb keresztény, 1,5% egyéb katolikus, 9,9% felekezeten kívüli (31,5% nem válaszolt).

### Római katolikus egyház
Az Egri Főegyházmegye (érsekség) Jász-Kun Főesperességének Jászberényi Esperesi Kerületébe tartozik, mint önálló plébánia. Plébániatemplomának titulusa: Szent György vértanú.

### Református egyház
A Dunamelléki Református Egyházkerület (püspökség) Délpesti Református Egyházmegyéjéhez (esperesség) tartozik. Nem önálló egyházközség. Református vallású lakosai a Jászberényi Református Anyaegyházközséghez tartoznak, mint szórvány.

### Evangélikus egyház
Az Északi Evangélikus Egyházkerület (püspökség) Dél-Pest Megyei Egyházmegyéjének (esperesség) Szolnoki Evangélikus Egyházközségéhez tartozik, mint szórvány.

## Gazdaság

### Mezőgazdaság
A település termőföldjeinek kb. 50%-át a Felsőszentgyörgyi Mezőgazdasági Szövetkezet műveli, amely főleg gabonát, napraforgót, kukoricát, cukorrépát, vetőmagot és mákot termeszt.
A másik 50%-a magántermelők kezében van, akik főleg paprikát, káposztaféléket, burgonyát termesztenek.

### Szolgáltatások
A községben több élelmiszer- és vegyesbolt, illetve mezőgazdasági és kertészeti bolt működik.
A településen van még orvosi és fogorvosi rendelő, védőnői szolgálat és gyógyszertár is.

## Természeti értékek
A település határának egy része, 204 ha a Zagyva-Hajta Természetvédelmi Területhez tartozik, amely a Hortobágyi Nemzeti Park fennhatósága alatt áll.

## Nevezetességei
- Gosztonyi-kúria
- Római katolikus (Szent György-) templom: 1726-1731 között épült, barokk stílusban. Tornyát 1762-ben építették. 1852-ben a templomot teljesen átépítették és felújították.
- Második világháborús emlékmű: 2000-ben készült.
- Petőfi Sándor mellszobra
- Szent János-szobor
- Szent István-szobor: 2000-ben készült.
- Kopjafa: A millennium alkalmából készült 2000-ben.
- Bánhegyi présházak: A 19. században épültek.
- Földvár

## Híres emberek
- Baksay Árpád színész, operaénekes
- Gaál Gábor író, irodalomtörténész - itt töltötte gyermekéveit
- Didi L'amur-zenész
- Török Sándor nótaköltő